# Споменик Николи Тесли (Сурчин)
Споменик Николи Тесли је споменик у Београду. Налази се на Аеродрому Никола Тесла Београд у општини Сурчин.

## Подизање споменика
Споменик је подигнут 10. јула 2006. године у склопу прославе 150 година од рођења Николе Тесле. Висине је 3,1 метар, тежине око тону, а изливен је у бронзи и патентиран је.
Споменик је израдила српска скулпторка Дринка Радовановић, а део уметничке јавности критиковао је њен рад на овом споменику, твдећи да њена дела немају уметничку вредност. Скупштина града Београда оценила је позитивно њен рад на овом споменику. Споменик је у присуству бројних званица открио тадашњи министар енергетике и рударства Србије Радомир Наумов.